# Incident de l'USS Stark
Guerre Iran-Irak
L'incident de l'USS Stark a lieu le 17 mai 1987 dans le golfe Persique pendant la guerre Iran-Irak. Un aéronef irakien non identifié, très probablement un Falcon 50 modifié, tire deux missiles Exocet AM39 sur la frégate américaine USS Stark (FFG-31). L'attaque tue trente-sept marins de la United States Navy et fait vingt-et-un blessés.

## Contexte: la guerre Iran-Irak
Depuis le 22 septembre 1980, une guerre sanglante oppose l'Irak de Saddam Hussein à la jeune république islamique d'Iran dirigée par l'ayatollah Khomeini. Dans ce conflit, les États-Unis s'opposent à l'Iran avec qui les relations diplomatiques sont officiellement gelées depuis la crises des otages de 1979-1981. Des navires de la marine américaine patrouillent dans le golfe Persique afin de préserver les intérêts du pays, notamment en empêchant les Iraniens de miner les voies commerciales.